# 1850年代
1850年代（せんはっぴゃくごじゅうねんだい）は、西暦（グレゴリオ暦）1850年から1859年までの10年間を指す十年紀。

## できごと

### 1850年
- 7月 - オルミュッツ協定、プロイセンによる小ドイツ主義が頓挫（ドイツ統一問題）。

### 1851年
- 1月11日（道光30年12月10日） - 清の洪秀全が太平天国の乱を起こす。
- 5月1日 - 世界初の万国博覧会であるロンドン万国博覧会がロンドンのハイドパークで開幕。
- 12月2日 - ルイ＝ナポレオン・ボナパルト、パリでクーデターを起こし、権力を強化。

### 1852年
- 5月8日 - ロンドン議定書締結。第一次デンマーク戦争終結。
- 12月2日 - ルイ＝ナポレオン・ボナパルト、国民投票により皇帝に即位しナポレオン3世となる（フランス第二帝政）。
- モンテネグロがオスマン帝国から事実上独立し、モンテネグロ公国成立。

### 1853年
- 7月8日（嘉永6年6月3日) - ペリー提督らの黒船、浦賀へ来航。

### 1854年
- 3月28日 - クリミア戦争勃発（-1856年3月30日）、パリ条約で終結。
- 3月31日（嘉永7年3月3日） - 日米和親条約。
- 4月24日（嘉永7年3月27日） - 吉田松陰が下田で黒船へ密航しようとしたが失敗、翌日幕吏に捕えられる。
- 12月23日（嘉永7年11月4日） - 安政東海地震。ディアナ号が津波で遭難。
- 12月24日（嘉永7年11月5日） - 安政南海地震。稲むらの火のモデル。

### 1855年
- 2月27日（安政元年12月21日） - 日露和親条約。
- 11月11日（安政2年10月2日） - 安政の大地震。
- 堀田正睦首席老中になる。

### 1856年
- 10月8日 - 清でアロー号事件が起こる。

### 1857年
- 5月10日 - インドでセポイの乱起こる。

### 1858年
- 6月13日〜6月27日 - 天津条約。
- 7月29日（安政5年6月19日） - 日米修好通商条約調印。
- 8月18日（安政5年7月10日） - 日蘭修好通商条約調印。
- 8月19日（安政5年7月11日） - 日露修好通商条約調印。
- 8月26日（安政5年7月18日） - 日英修好通商条約調印。
- 10月9日（安政5年9月3日） - 日仏修好通商条約調印。
- 10月13日（安政5年9月7日） - 安政の大獄による捕縛開始。

### 1859年
- 2月5日 - オスマン帝国宗主権下のルーマニアで、ルーマニア公国が成立。
- 7月4日 横浜港正式開港、外国人居留地設置。